# Новокаменка (Запорожская область)
Новокаменка (укр. Новокам'янка) — село,
Благовещенский сельский совет,
Бильмакский район,
Запорожская область,
Украина.
Код КОАТУУ — 2322781802. Население по переписи 2001 года составляло 154 человека.

## Географическое положение
Село Новокаменка находится на правом берегу реки Грузкая,
выше по течению на расстоянии в 0,5 км расположен пгт Камыш-Заря,
ниже по течению на расстоянии в 2,5 км расположено село Благовещенка,
на противоположном берегу — село Грузское.